# Plaça de Guillem II
La plaça de Guillem II (en francès: Place Guillaume II; popularment coneguda en luxemburguès com a Knuedler) és una plaça a la ciutat de Luxemburg, al sud del Gran Ducat de Luxemburg.

## Situació
La plaça es troba a l'oest de Krautmaart i al nord del bulevard de Franklin Delano Roosevelt al cor de l'històric barri de Ville Haute de Luxemburg. Es coneix col·loquialment com a Knuedler, que ve de la paraula de la llengua luxemburguesa 'nus', amb referència al nus del cinturó usat pels frares franciscans.
La meitat oest de la plaça està dominada per l'Ajuntament de Luxemburg, al sud-oest, mentre que l'estàtua eqüestre de l'ex Gran Duc Guillem II, es troba a la part est.